# Hamza El Fadly
 (juin 2025).
Il peut être nécessaire de l'améliorer pour respecter le principe de neutralité de point de vue. Veuillez consulter la page de discussion pour plus de détails.

Hamza El Fadly (en arabe : حمزة الفضلي), anciennement connu sous le nom de Meezo, né le 21 mars 1985 à Casablanca, est un auteur-compositeur-interprète et acteur franco-marocain.

## Biographie

### Enfance et formation
Ancien lauréat de Studio 2M et de The Voice Arabia, il grandit dans la ville de Marrakech (Maroc) jusqu'en 2007, année ou il obtient sa licence en économie et gestion pour aller s'installer en France.

### Carrière
En parallèle de ses études, Hamza El Fadly enchaine plusieurs scènes musicales, commençant par Marseille, en passant par Dijon pour finir à Paris.
Apres avoir obtenu son Master en 2010, il décroche son premier travail en tant que média-planneur puis enchaine en parallèle les collaborations avec plusieurs Dj et producteurs français. Hamza El Fadly finit par enregistrer plusieurs titres Club dont deux déjà sortis Get High et Sexy Girl Signés chez Pool E Music (Label créé par Antoine Clamaran et Laurant Pautrat).
En 2011, il entame sa carrière d'acteur en ayant un des rôles principaux du court métrage La Traque du tueur de Nicolas Boissier, un film présenté au Festival 48 Hour Film Project à Dijon (une édition parrainée par Alban Lenoir).
En 2015, il laisse tomber son travail pour se consacrer à sa carrière d'artiste. Hamza El Fadly s'installe au Maroc puis commence à produire ses titres en darija tout en visant le marché afro-arabe. Il sort son premier titre Funky / EDM M'wooppy dont le clip a été tourné en selfie, le titre lui donne une première nomination aux All Africa Music Awards dans la catégorie Best African Pop.
En 2016, Hamza El Fadly sort son deuxième titre, Bine Yeddiha, un titre rendant hommage aux mamans du monde, un clip dont le playback a été tourné entièrement sous l'eau. Il remporta l'Award Push - Révélation de l'année aux Morocco Music Awards.
En 2018, il décida de changer son nom d'artiste Meezo L-Fadly pour garder finalement son vrai nom de naissance. Il rendit hommage à la légende marocaine Younes Megri en reprenant son titre Ya Mraya qui lui permit de remporter l'Award du Meilleur artiste nord-africain aux All Africa Music Awards.
La sortie de Ya Mraya lui fut un vrai déclic le poussant à se concentrer plus sur son talent d'acteur après de longues discussions avec Younes Megri qui ne s'est pas empêché de l'encourager dans ce sens. La même année, il décroche son premier rôle dans la série marocaine Disk Hyati diffusée sur 2M et qui lui a permis de se faire repérer par plusieurs réalisateurs et boites de production marocaines.

## Discographie
SINGLES:
- 2010 : Get High (Meezo feat. Hellay)
- 2011 : Sexy Girl (Meezo feat. Laurent Pautrat)
- 2015 : M'wooppy
- 2016 : Bine Yeddiha[5]
- 2016 : Triqi[6]
- 2018 : Ya Mraya[7]
- 2018 : Mon histoire[8]
- 2019 : Ma Nensak[9]
- 2020 : Nejma F Nhar
- 2020 : Derhem[10]
- 2021 : Walou Ft. ILY[11]
- 2022 : Nti Li Bditi[12]
- 2023 : Daq L'Hal[13]
- 2023 : Lalla[14]

ALBUMS & EP's:
- 2024 : Promnesia[15]

## Filmographie
(novembre 2023).

### Séries
- 2018 : Disk Hayati (2M Maroc[16])
- 2022 : Moul Lmlih (SNRT Al Aoula[17])
- 2023 : Ila Dak l'hal (SNRT Al Aoula[18])
- 2024 : Martin Scorsese presents: The Saints (produced by Martin Scorsese) (Fox Nation)[19]

### Cinéma

#### Courts métrages
- 2011 : La Traque du tueur de Nicolas Boissier
- 2019 : Candidats au suicide de Hamza Atifi[20]
- 2022 : Ya Mraya de Majda Bessaih[21]
- 2024 : Promnesia[15] de Hamza El Fadly

## Récompenses
| Année | Event                   | Lieu               | Chanson      | Catégorie                               | Récompense |
| ----- | ----------------------- | ------------------ | ------------ | --------------------------------------- | ---------- |
| 2015  | All Africa Music Awards | Lagos (Nigéria)    | M'Wooppy     | Best Africa Pop                         | Nommé      |
| 2016  | Morocco Music Awards    | Casablanca (Maroc) | Bine Yeddiha | Push-Révélation de l'année              | Gagnant    |
| 2018  | All Africa Music Awards | Accra (Ghana)      | Ya Mraya     | Best Male Artist in Northern Africa     | Gagnant    |
| 2019  | All Africa Music Awards | Lagos (Nigéria)    | Ma Nensak    | Best Male Artist in Inspirational Music | Nommé      |
| 2021  | All Africa Music Awards | Lagos (Nigéria)    | Walou        | Best Male Artist In Northern Africa     | Nommé      |